# گیلاس کره‌ای
گیلاس کره‌ای (نام علمی: 'Prunus tomentosa') یکی از گونه‌های زیرسردهٔ Lithocerasus متعلق به سردهٔ پرونوس است. این درخت در شمال و غرب چین، کره، مغولستان و احتمالاً شمال هند انتشار دارد. دیگر نام‌های آن عبارتند از:
Korean cherry, Manchu cherry, Downy cherry, Shanghai cherry, Ando cherry, Mountain cherry, Chinese Bush cherry, Chinese Dwarf cherry و Hansen's Bush Cherry
گیلاس کره‌ای یک درختچهٔ برگریز است و ارتفاع آن مابین ۳۰ سانتیمتر تا ۳ متر می‌باشد. قطر میوهٔ گیلاس آن بین ۵–۱۵ میلی‌متر و طعم آن شیرین است. از خصوصیات شکوفهٔ آن تک بودن شکوفه است.
در زبان ژاپنی گیلاس کره‌ای، یوسورااومه (به ژاپنی: ユスラウメ) نامیده می‌شود.

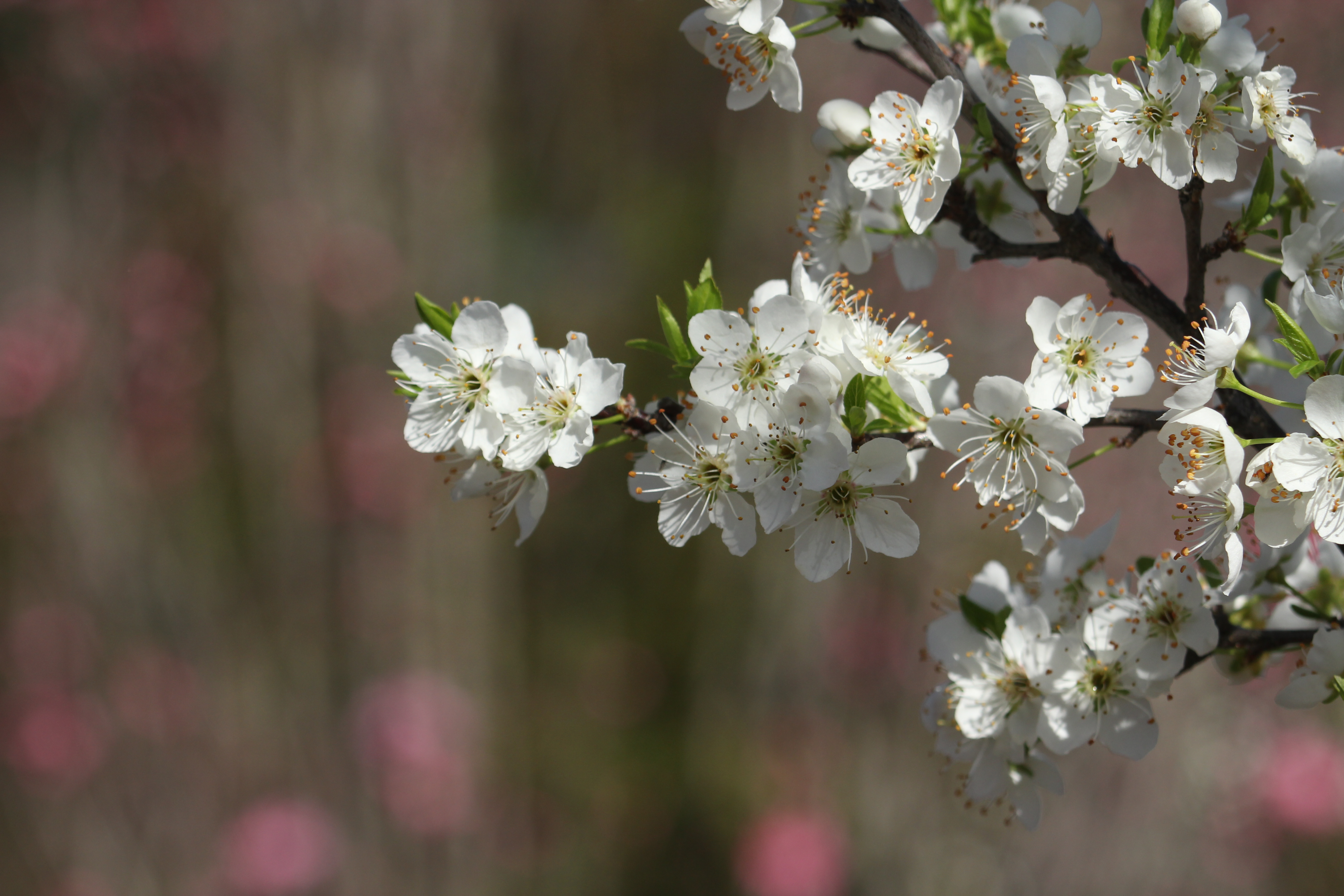
شکوفه‌های گیلاس کره‌ای در ماه آوریل